# Шарпиловська сільська рада
Шарпиловська сільрада (біл. Шарпілаўскі сельсавет) — адміністративна одиниця на території Гомельського району Гомельської області Білорусі.

## Склад
Шарпиловська сільська рада охоплює 7 населених пунктів:
- Войтин — селище;
- Медведиця — селище;
- Михайловськ — селище;
- Нєкрасов — селище;
- Нові Дятлович — село;
- Путєводна Звєзда — селище;
- Шарпиловка — село.